# Арктика

Розташування Арктики

А́рктика (з грец. ἄρκτος — «ведмедиця», ἀρκτικός — «що перебуває під сузір'ям Великої Ведмедиці», «північний») — північний полярний регіон Землі, що включає околиці материків Євразії та Північної Америки, майже весь Північний Льодовитий океан з островами (окрім прибережних островів Норвегії), а також прилеглі частини Атлантичного й Тихого океанів.

## Географічні умови

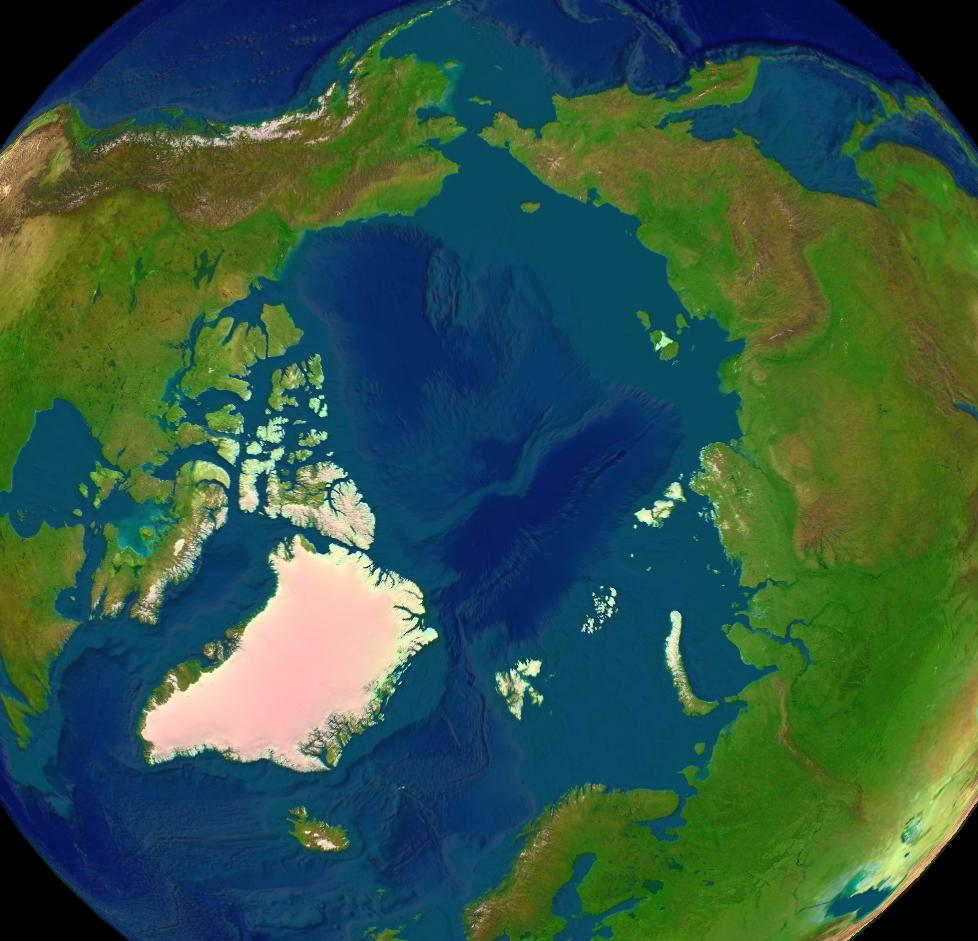
Рельєф Арктики

Площа — 27 млн. км², з них більше 60 % припадає на водні простори. За межу Арктики вважають ізотерму 4—10° найтеплішого місяця, яка приблизно збігається з північною межею поширення деревної рослинності, або ж із південною межею зони тундри. Іноді Арктику обмежують полярним колом (66° 33' пн. ш.), у цьому разі її площа менша.

### Розташування та рельєф
До складу Арктики входять північні узбережжя Європи, Азії, Америки та майже весь Північний Льодовитий океан із островами. Острови ділять прибережну частину цього океану на окремі морські басейни: Баренцове море, Біле море, Карське море, море Лаптєвих, Східносибірське море, Чукотське море, Норвезьке море, Ґренландське море, море Баффіна, море Бофорта, море Лінкольна, численні водні басейни і акваторії в межах Канадського Арктичного архіпелагу, у тому числі Гудзонова затока (приблизно до 60-ї паралелі пн.ш.). Більшість островів Арктики — високі гірські плато з крутими скелястими берегами. Деякі з них вкриті льодовиковими щитами. Загальна площа сучасних льодовиків становить близько 2 млн. км². Арктичні моря надовго замерзають та вкриваються значною товщею льоду.
Дно Північного Льодовитого океану має окремі підвищення — хребти та западини. Центральна, найглибоководніша частина океану має назву Арктичного басейну. В її межах — западина Сєдова (5220 м). Найглибші точки океану знаходяться в протоці Фрама (Гренландське море) і у жолобі Літке на захід та на північ від архіпелагу Шпіцберген відповідно. Від Новосибірських островів до острова Ґренландії простягається підводний хребет Ломоносова, а паралельно до нього (від острова Врангеля до острова Елсміра) лежить хребет Менделєєва.
Рельєф континентальної суші переважно рівнинний, що характеризується наявністю вічної мерзлоти.

### Льодовий покрив

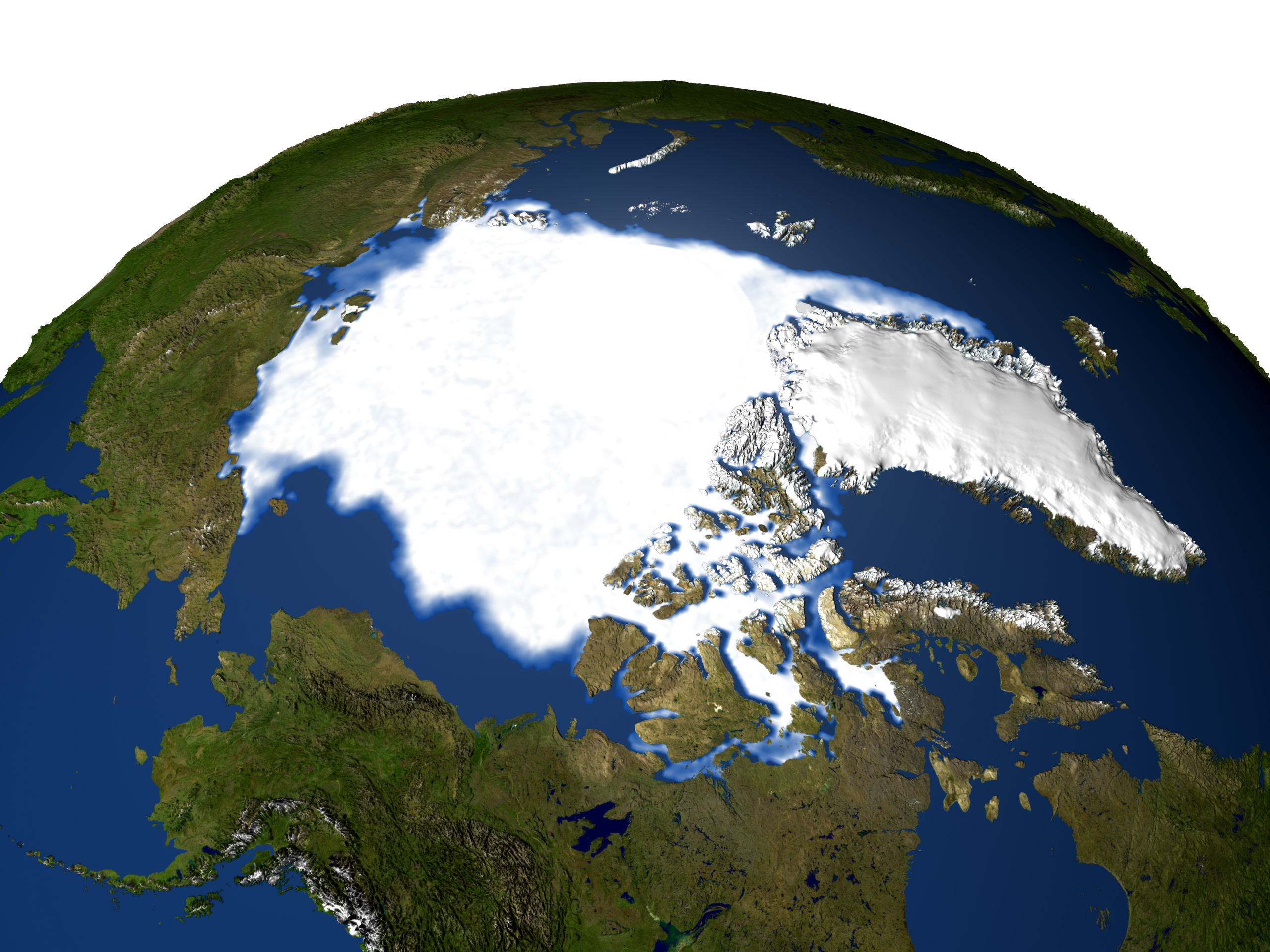
Мінімальне льодове покриття влітку 1979 року

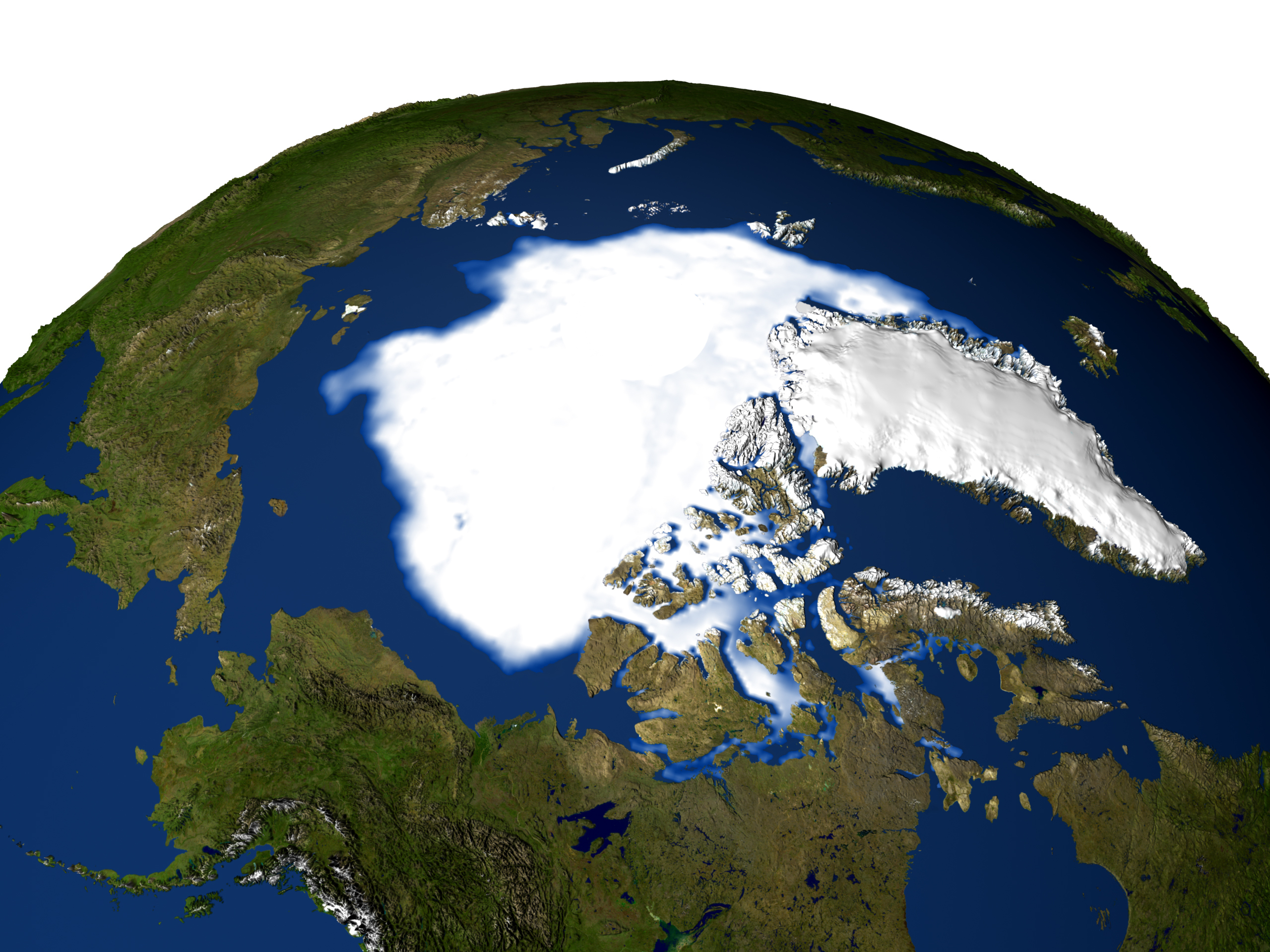
Мінімальне льодове покриття влітку 2005 року

У водах Північного Льодовитого океану плаває велика кількість айсбергів і криги, що вкривають зону діаметром від 3 до 4 тис. км². Максимальна кількість криги припадає на лютий, навесні лід руйнується і виноситься Східногренландською течією на південь до Атлантики. До серпня зона, вкрита кригою, стає мінімальною. Найбільше скупчення айсбергів в арктичному регіоні розташоване в затоці Баффіна. Айсберги відколюються від глетчерів у західній частині Ґренландії і спускаються по затоці Баффіна в Північну Атлантику, де поступово тануть біля півострова Лабрадор та Ньюфаундленду. Берингова протока вкрита кригою понад 6 місяців на рік, але Баренцове море між Скандинавією і Шпіцбергеном вільне від криги протягом цілого року.
Площа льоду в 2016 році стала складати 4,14 млн км². А в 2007 році ця цифра дорівнювала 4,15 млн км². Вчені також відмітили, що площа льоду цього року в середньому на 2,56 млн км² менше, ніж за період з 1979 по 2000 рік.

### Клімат
Природні умови Арктики суворі, що визначається зимовими морозами, різкими вітрами, хуртовинами та низькими температурами влітку. Взимку панує полярна ніч. Охолодження земної поверхні в умовах характерної в цей час для внутрішніх районів Арктики малохмарної погоди надзвичайно велике. Отеплювальний вплив на Арктику мають океанічні води та теплі води Північноатлантичної морської течії.
Пересічні температури найхолодніших місяців знижуються в ділянці полюса до −35 °C, −40 °С, на узбережжях до −30 °С; абсолютний мінімум сягає −55 °С. Влітку сонце не заходить, але піднімається на небі невисоко і гріє слабко. Танення снігу та льоду обмежує можливість підвищення температури вище 0 °C. Пересічна температура повітря найтепліших місяців у ділянці полюса підвищується до 0 °C, на узбережжях до +10 °C. З низькими температурами пов'язане значне поширення багаторічної мерзлоти, яка в окремих районах сягає кількох сотень метрів.
Опади навіть улітку випадають переважно у вигляді снігу. Річна сума опадів від 75—100 мм поблизу полюса, до 300—400 мм на узбережжі материків. Взимку над Арктикою формується область високого тиску. В інші пори року значного розвитку досягає циклонічна діяльність, яка спостерігається здебільшого на периферії. Влітку поле високого тиску розмите, і циклонічна діяльність захоплює також і центральні райони.
З 1920 року спостерігається деяке потепління клімату Арктики. Зона, вкрита арктичною льодовиковою шапкою, поступово зменшується, що пов'язують із пошкодженням озонового шару.
Прибережний арктичний клімат модерується океанічними впливами, які мають, як правило, тепліші температури та більш сильні снігопади, ніж більш холодні та сухі внутрішні райони. На Арктику впливає поточне глобальне потепління, що призводить до усадки арктичного морського льоду, зменшення льоду на льодовиковому покриві Гренландії та вивільнення арктичного метану у міру відтавання вічної мерзлоти.
Внаслідок міграції ізотерм планети (приблизно 56 км на десятиліття протягом останніх 30 років як наслідок глобального потепління) арктичний регіон у цей час скорочується. Існує велика розбіжність у прогнозах втрат льодовиків у Арктиці. Окремі моделі демонструють майже повну та повну втрату у вересні з 2040 р. Близько половини моделей показують майже повне завершення втрат морського льоду у вересні до 2100 року.

## Флора та фауна

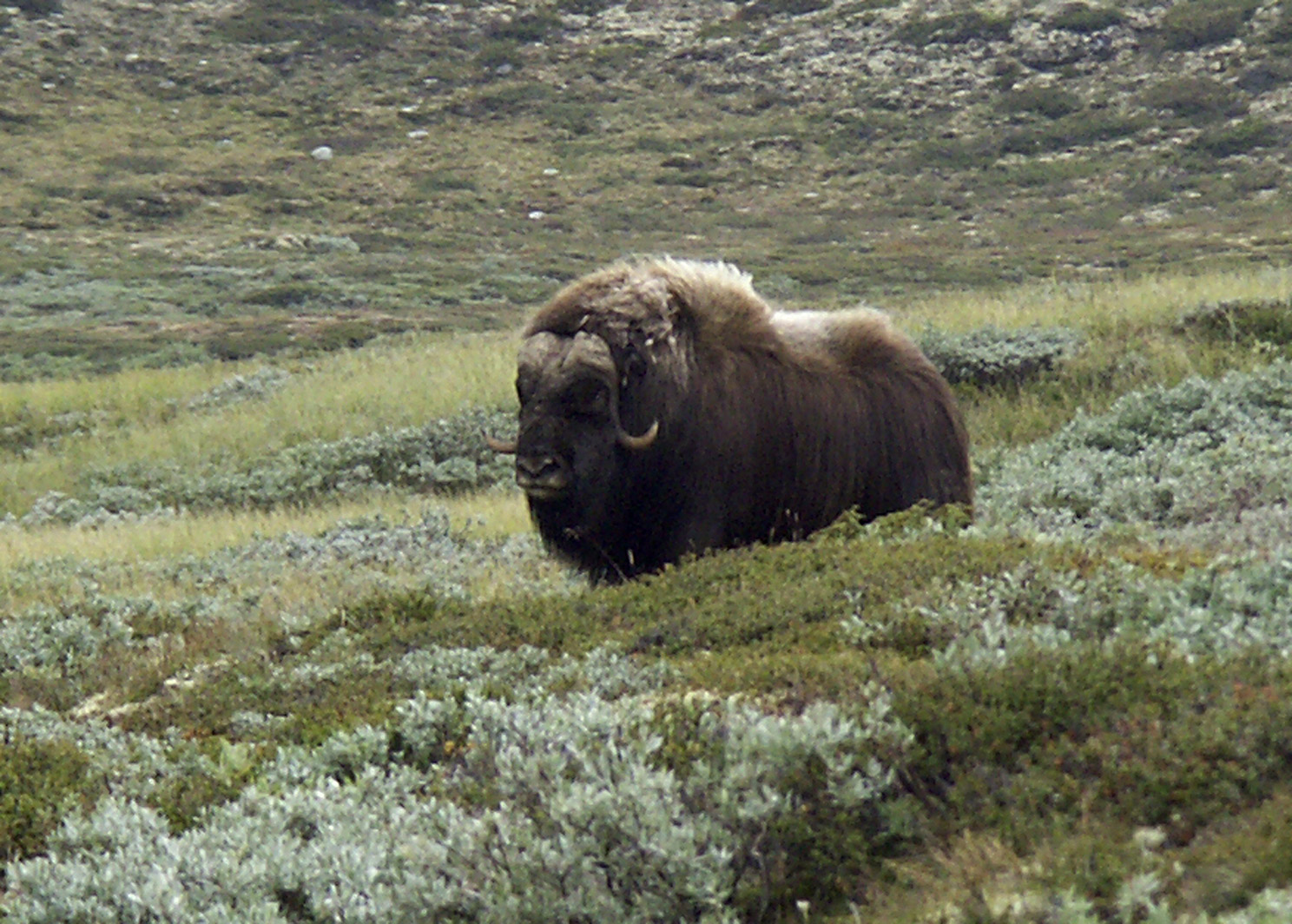
Вівцебик (Ovibos moschatus) у національному парку Норвегії.

Через низькі температури, фізіологічну сухість, багаторічну мерзлоту, короткий вегетаційний період (2—2,5 місяці) Арктика характеризується бідним рослинним світом. У зоні арктичних пустель переважають мохи, лишайники, водорості та полярні маки, в тундрі — карликові берези, низькорослі вільхи (Alnus), верби (Salix) та морозостійкі трав'янисті рослини (брусниця (Vaccinium vitis-idaea L.), буяхи (Vaccinium uliginosum L.)).
До фауни Арктики належать тварини, здатні вижити в суворих кліматичних умовах — на континентах і островах це білий ведмідь (Ursus maritimus), песець (Vulpes lagopus), полярний заєць, вівцебик (Ovibos moschatus) та північний олень (Rangifer tarandus), у морі — тюлені, морж (Odobenus rosmarus), нерпа (Pusa), північний кит та деякі види риб (оселедець (Clupeidae), тріска (Gadus), нельма та інші). В арктичних регіонах трапляються представники 240 видів птаства — зокрема, біла куріпка (Lagopus lagopus), біла сова (Bubo scandiacus, Nyctea scandiaca), різні види чайок (Larus), лебідь чорнодзьобий, гагара (Gavia), кречет (Falco rusticolus L.), білоспинний альбатрос (Phoebastria albatrus) та інші.
Унаслідок людської діяльності чимало видів тварин перебувають під загрозою винищення. Так, цілковито зникла морська корова Стеллера. Заради збереження видів полювання на білих ведмедів та морських ссавців заборонене чи обмежене в більшості країн, що мають арктичні території.

## Населення
Населення — близько 1 млн. аборигенів:

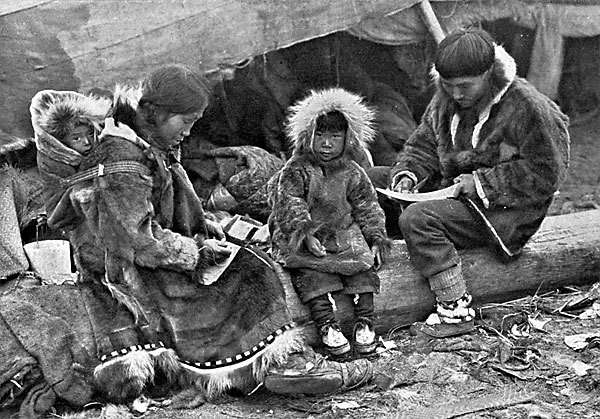
Родина інуітів, 1917 рік

- алеути Аляски, північноамериканські індіанці —  США;
- лопарі —  Норвегія  Росія  Фінляндія  Швеція;
- якути, ненці, комі, чукчі, евенки, долгани —  Росія;
- ескімоси (інуїти) —  Канада  Гренландія  Росія.

## Господарство
Найбільший порт у цій зоні — Мурманськ (на Кольському півострові).
В Арктиці є значні запаси вугілля, нафти, природного газу, золота, срібла, міді, урану, свинцю, цинку, нікелю і бокситів. На дні Північного Льодовитого океану знайдені величезні поклади газогідратів. Через суворі кліматичні умови навігація в Арктиці триває недовго, що утрудняє видобуток корисних копалин.

## Історія арктичних досліджень
Систематичні дослідження Арктики почалися в другій половині XVI століття, коли були зроблені перші спроби знайти північний морський шлях до Китаю та Індії. У 16—17 століттях Вільям Баффін, Віллем Баренц, Семен Дежньов та інші зробили ряд важливих плавань вздовж берегів північної Канади та Сибіру. У 18 столітті Арктику досліджували Вітус Беринг, брати Лаптєви, Василь Прончищев, Семен Челюскін.
У 19 столітті експедиції в Арктику здійснювали Джон Росс, Вільям Едвард Перрі, Адольф Ерік Норденшельд, сер Джон Франклін, Фрітьйоф Нансен та інші. Під час Першого Міжнародного полярного року (1882–1883) силами 12 країн було відкрито 13 полярних станцій. Під час Другого і особливо Третього полярного року число станцій значно збільшилось, а обсяг роботи розширився.
У 1909 році американець Роберт Пірі першим досяг Північного полюса. Згодом до Арктики організовували походи Руаль Амундсен, Фердинанд Вранґель, Георгій Сєдов, Саломон Андре, Умберто Нобіле та інші.
Починаючи з 30-х років XX століття проводяться дослідження за допомогою Високоширотних повітряних експедицій та дрейфуючих станцій «Північний полюс».

## Міжнародно-правовий статус
Згідно з міжнародним правом, Північний полюс і прилеглий до нього регіон Північного Льодовитого океану зараз не належить жодній країні. П'ять оточуючих цей регіон арктичних країн, Росія, Канада, Норвегія, Данія (через Гренландію) і США володіють правами на 370-кілометрову виключно економічну зону біля своїх берегів, а територія за нею знаходиться у віданні агентства ООН International Seabed Authority.
Після ратифікації Конвенції ООН з морського права країна має десять років, щоб подати претензію на розширення континентального шельфу за межами своєї 370-кілометрової зони. У зв'язку з цим Норвегія (яка ратифікувала конвенцію в 1996 році), Росія (в 1997 році), Канада (в 2003 році) і Данія (в 2004 році) запустили проекти з обґрунтування того, що деякі сектори дна Північного Льодовитого океану мають належати їх території.
Арктику умовно поділяють на полярні сектори. Кожний сектор становить трикутник, основою якого є берег держави, що прилягає до Арктики, вершиною є Північний полюс, а боковими лініями — меридіани від полюса до східних і західних кордонів цієї держави. Полярні сектори в Арктиці мають:
- Росія,
- США,
- Канада,
- Норвегія,
- Данія.

2 серпня 2007 року два російських батискафи Мир-1 і Мир-2 занурились на дно океану в районі Північного полюсу і встановили там російський прапор, виконаний з нержавіючого титанового сплаву. Після повернення до Москви керівник експедиції Артур Чилінгаров стосовно правового статусу заявив, що «Арктика є російською. Ми повинні довести, що Північний полюс є продовженням російської суші». Експедиція та слова Чилінгарова викликали хвилю критики з боку США й Канади. А вже 10 січня 2008 року Чилінгарову було присвоєно звання Героя Російської Федерації
«за мужність і героїзм, проявлені в екстремальних умовах, і успішне проведення Високоширотної арктичної глибоководної експедиції».
Свої претензії на володіння Арктикою пред'явили також Велика Британія і Канада.